# Konstantin Bernhard von Voigts-Rhetz

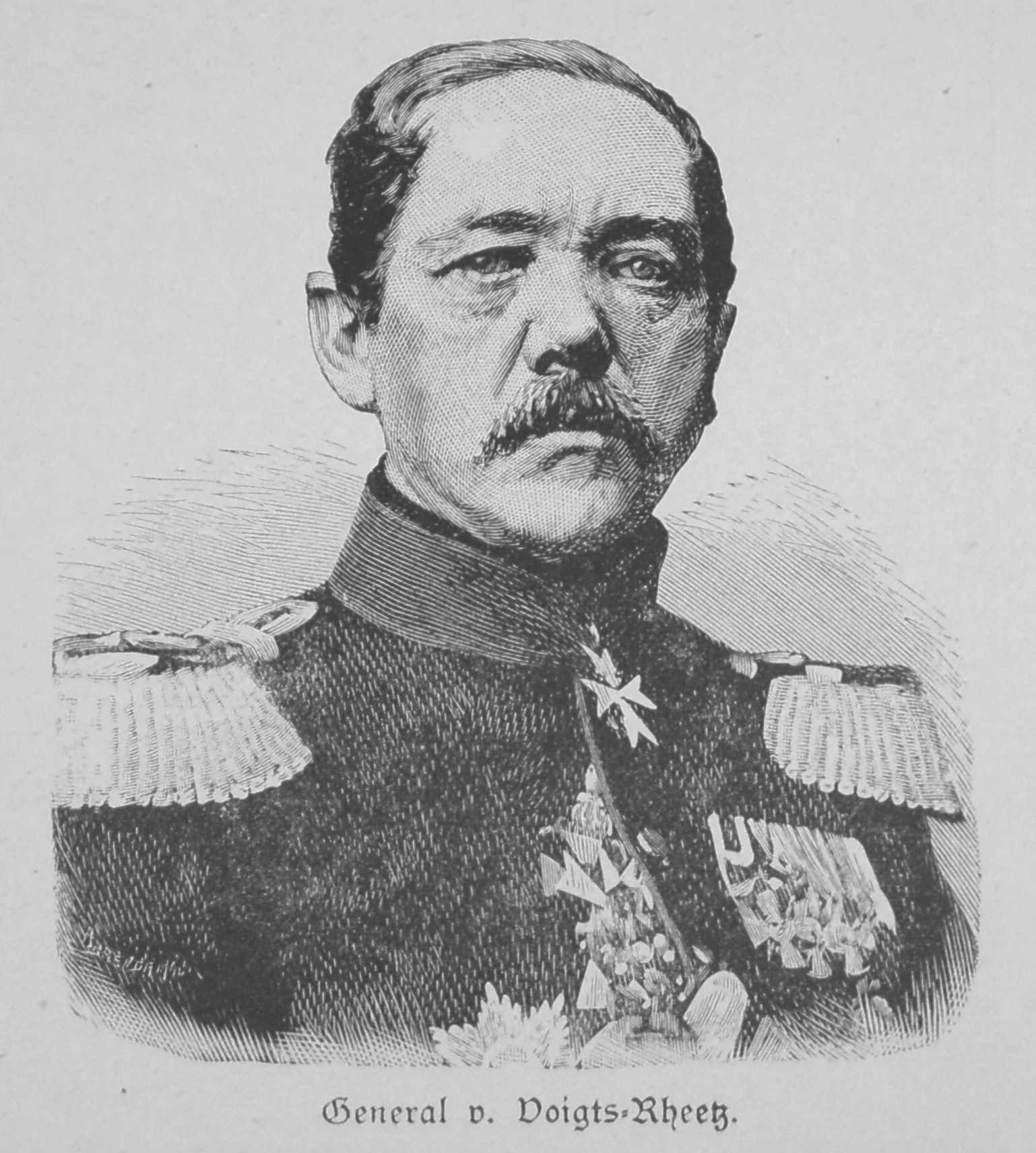
Konstantin Bernhard von Voigts-Rhetz

Konstantin Bernhard von Voigts-Rhetz (né le 16 juillet 1809 à Seesen et mort le 14 avril 1877 à Wiesbaden) est un général d'infanterie prussien.

## Biographie

### Origine
Konstantin Bernhard est le fils du conseiller forestier, du gouvernement et du département Victor Friedrich August Wilhelm Arnold von Voigts-Rhetz (1775-1841) et de son épouse Dorothea Juliane Karoline, née von Uslar (de) (1782-1865). Ses frères William et Julius (de) sont également généraux dans l'armée prussienne.

### Carrière militaire
Voigts-Rhetz étudie aux écoles secondaires de Bückeburg et Minden. Le 7 octobre 1826, il entre dans le 9e régiment d'infanterie de l'armée prussienne comme mousquetaire et y devient le 12 février 1829 sous-lieutenant. Entre 1833 et 1835, il étudie à l'école générale de Guerre puis est transféré au Bureau topographique (de) en 1837. En 1839, il est affecté à l'état-major général et promu capitaine en 1841. Voigts-Rhetz devient arpenteur en 1844 puis rejoint l'état-major général du 5e corps d'armée en tant que major en 1847. À ce titre, il se distingue lors de la Révolution de mars de 1848 à Posen, où il parvient à réprimer le soulèvement. Ce faisant, cependant, il entre en conflit avec le commissaire royal de Posen, le général von Willisen. Il rédige ensuite un « compte rendu de l'insurrection polonaise sous forme de fichier » (Posen 1848), ce qui incite Willisen à écrire une « lettre ouverte » (Berlin 1848), à laquelle Voigts-Rhetz publie une « réponse » (Berlin 1848).
En outre, Voigts-Rhetz écrit un mémorandum sur la position politique de la province de Posnanie par rapport à la monarchie prussienne et les droits nationaux de ses résidents polonais (Berlin 1849).
Dans les années qui suivent, il fait partie de l'état-major général des 1er et 4e corps d'armée et dans le Grand État-Major général. En septembre 1852, il devient chef d'état-major général du 5e corps d'armée. Dans cette fonction, il est promu lieutenant-colonel le 22 mars 1853 et colonel le 12 juillet 1855. En tant que tel, Voigts-Rhetz est alors commandant du 19e régiment d'infanterie (de) du 15 juin 1857 au 3 mai 1858. Il se voit alors confier le commandement de la 9e brigade d'infanterie et est promu major général. Le 20 janvier 1859, il est transféré de son service des troupes au ministère de la Guerre à Berlin, où il occupe le poste de directeur du Département général de la guerre. Dans le même temps Voigts-Rhetz est également président d'une commission pour la révision des dispositions légales sur la prise en charge du personnel militaire à partir du grade de sergent jusqu'à la vie civile. Du 12 juin 1860 au 23 janvier 1863, il est commandant de la Forteresse de Luxembourg, puis reçoit le commandement de la 7e division d'infanterie et est promu lieutenant général le 29 mars 1863. Enfin, le 17 octobre 1864, il est nommé commandant en chef de la garnison fédérale à Francfort-sur-le-Main.
Lors de la guerre austro-prussienne de 1866, Voigts-Rhetz est nommé chef d'état-major général de la 1re armée du prince Frédéric-Charles de Prusse. À ce poste, il joue un rôle majeur dans les succès à Münchengrätz, Podol et Gitschin et surtout à Sadowa. Après la guerre, il est nommé gouverneur général de la nouvelle province de Hanovre et commandant du 10e corps d'armée nouvellement formé. Après l'organisation réussie de l'administration prussienne de Hanovre, il se retire au grade de général commandant.
Pendant la guerre franco-prussienne de 1870/71, Voigts-Rhetz dirige le 10e corps d'armée avec un grand succès. Il combat dans les batailles de Metz, Vionville-Mars-la-Tour (16 août), avec le siège de cette forteresse et plus tard la Loire avec grande distinction et reçoit une dotation de 150 000 thalers.
Après l'accord de paix, Voigts-Rhetz reste commandant général du 10e corps d'armée. En 1873, il prend son congé pour cause de maladie.

### Famille
Voigts-Rhetz épouse Eleonore Wilhelmine Munich (1842-1895) le 4 juillet à Grevels près de Luxembourg en juillet 1861. Elle est la fille du bâtonnier des avocats du tribunal luxembourgeois Franz Karl Munich. Le mariage est resté sans enfant.

### Honneurs
Voigts-Rhetz est honoré à plusieurs reprises pour ses nombreuses années de service. Le 18 avril 1871, il reçoit la citoyenneté d'honneur de la ville de Brunswick et le 9 mai 1871 de sa ville natale Seesen. Le 1er septembre 1873, le Fort Moselle de la forteresse de Metz est nommé Fort von Voigts-Rhetz. Guillaume II décerne le 27 janvier 1889, au 79e régiment d'infanterie (de) le suffixe « von Voigts-Rhetz ». À Osnabrück, Brunswick et Hildesheim, la von-Voigts-Rhetz-Straße porte son nom en 1914. À Brunswick, la rue est rebaptisée « Karl-Marx-Straße » après la fin de la Première Guerre mondiale et s'appelle toujours ainsi aujourd'hui.
Voigts-Rhetz est également récipiendaire des plus hautes distinctions et décorations. Il est, entre autres, chevalier de l'Ordre de l'Aigle noir, du Pour le Mérite aux feuilles de chêne et Grand-croix de l'Ordre de l'Aigle rouge.

## Travaux
- Aktenmäßige Darstellung der polnischen Insurrektion im Jahre 1848 und Beleuchtung der durch dieselbe entstandenen politischen und militärischen Fragen. Mit Genehmigung Sr. Excellenz des kommandirenden Generals. W. Decker & Comp., Posen 1848. Digitalisat